# كتلة الهواء (الطاقة الشمسية)

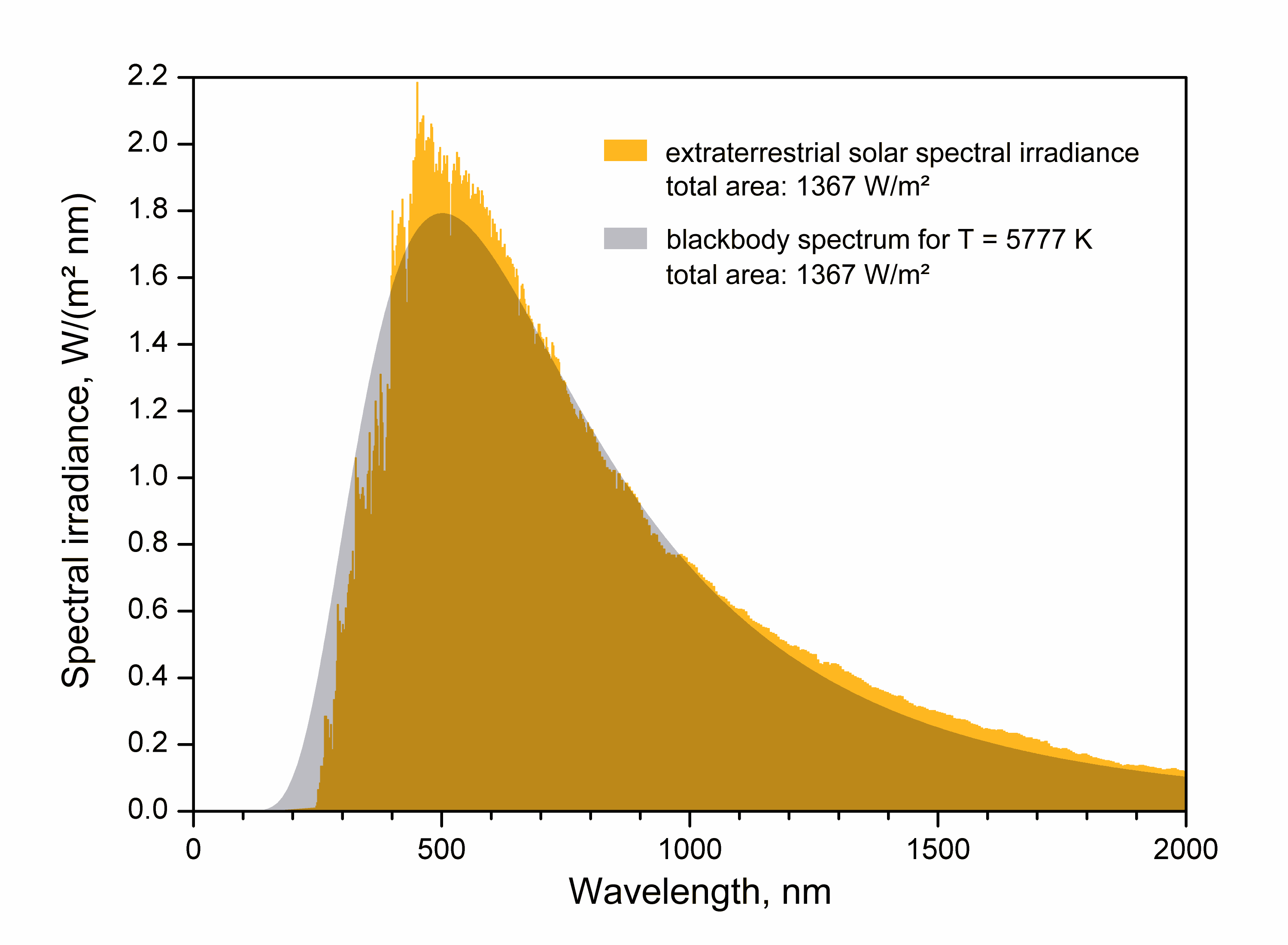
EffectiveTemperature 300dpi e

طيف الشمس في الفضاء (أصفر) وبعد تخلله جو الأرض (بني). إلى اليسار الأشعة فوق البنفسجية وأشعة إكس، وإلى اليمين نطاق الأشعة تحت الحمراء ، وقمة المنحنى عند الضوء المرئي.المحور السيني يبين طول الموجة الضوئية.

كتلة الهواء هنا تصف التطبيق العملي في الصناعات المتعلقة بالطاقة الشمسية.
يقوم معامل كتلة الهواء بتحديد طول المسار البصري المباشر الذي يخترق الغلاف الجوي للأرض، ويتم التعبير عن المسار كنسبة متصلة بطول المسار العمودي نحو الأعلى، أي في الذروة.

يمكن استخدام معامل كتلة الهواء للمساعدة في تحديد خصائص الطيف الشمسي، بعد أن يمر الإشعاع الشمسي من خلال الغلاف الجوي. يتم استخدام معامل الكتلة الهواء عادةً لوصف أداء الخلايا الشمسية في ظل ظروف موحدة، وغالبًا ما يشار إليها باستخدام صيغة "AM"(تعديل السعة) متبوعة برقم. يكاد يكون "AM1.5" عالميًا عندما يتم وصف لوحات توليد الطاقة الأرضية.

## وصف
إن درجة الحرارة الفعّالة، أو درجة حرارة الجسم الأسود، للشمس (5,777 ك) هي درجة الحرارة التي يجب أن يحتويه الجسم الأسود من نفس الحجم لإنتاج الكمية ذاتها لمجموع الطاقة المنبعثة.

## طيف الإشعاع الشمسي فوق الغلاف الجوي وعلى السطح
يتطابق الإشعاع الشمسي تقريبًا مع درجة حرارة مِشْعاع الجسم الأسود عند حوالي 5,800 ك. بينما تمر أشعة الشمس عبر الغلاف الجوي، تَضعفُ أشعة الشمس بسبب التشتت والامتصاص؛ كلما زادت كمية الغلاف الجوي التي تعبرها، أصبحت أكثر ضعفًا.
بينما تسير أشعة الشمس عبر الغلاف الجوي، تتفاعل المواد الكيميائية مع أشعة الشمس وتمتص موجات معينة. ولعل أفضل مثال معروف هو انتزاع الأشعة فوق البنفسجية من خلال طبقة الأوزون في الغلاف العلوي للجو، مما يقلل بشكل كبير كمية الأشعة ذات الطول الموجي القصير التي تصل إلى سطح الأرض. وفي هذه العملية يُعتبر بخار الماءالعنصر الأكثر نشاطًا، والذي يؤدي إلى مجموعة واسعة من نطاقات الامتصاص لعديد من الأطوال الموجية، عندما يُضاف إليه النيتروجين الجزيئي والأكسجين وثاني أكسيد الكربون في هذه العملية. بحلول الوقت الذي يصل فيه الطيف إلي سطح الأرض، يكون الطيف محدودًا بقوة بين الأشعة تحت الحمراء البعيدة والأشعة فوق البنفسجية القريبة.
يلعب تشتت الغلاف الجوي دورًا في إزالة الترددات العالية من أشعة الشمس المباشرة وتشتيتها في السماء. لهذا السبب يظهر السماء باللون الأزرق وتظهر الشمس باللون الأصفر—يصل عدد أكبر من الأشعة الزرقاء ذات التردد العالي إلى المراقب، عبر المسارات المتناثرة غير المباشرة؛ وتتبع الأشعة الأقل ازرقاقًا المسار المباشر، مما يعطي الشمس اللون الأصفر الباهت. كلما كانت المسافة التي تقطعها أشعة الشمس أكبر في الغلاف الجوي، زاد هذا التأثير، لهذا السبب تبدو الشمس برتقاليّة أو حمراء اللون عند الفجر وغروب الشمس، عندما تسير أشعة الشمس في مسار طويل غير مباشر عبر الغلاف الجوي – تدريجياً يتم إزالة المزيد من النطاقات الزرقاء والخضراء من الأشعة المباشرة، مما يعطي أشعة الشمس المظهر البرتقالي أو الأحمر؛ وتبدو السماء ورديّة—لأن النطاقات الزرقاء والخضراء تتشتت على هذه المسارات الطويلة التي تُخففهم بشدة قبل أن يصلوا إلى المراقب، مما يُؤدّي إلى سماء ذات خصائص ورديّة عند الفجر والغروب.

## تعريف
مقابل طول مسار L الذي يعبر الغلاف الجوي، لإشعاعات شمسية ساقطة على الزاوية Z بالنسبة إلى العامودي على سطح الأرض، يكون معامل كتلة الهواء هو:
{\displaystyle AM={\frac {L}{L_{o}}}={\frac {1}{cosz}}}

### المعيار A1
حيث {\displaystyle L_{o}} هو طول ذروة المسار (أي العامودي على سطح الأرض) عند مستوى سطح البحر و Z هي زاوية الذروة بالدرجات.
وبالتالي يعتمد عدد الكتل الهوائية على المسار الذي يرتفع فيه الشمس إلى السماء، وبالتالي يختلف مع أوقات اليوم ومع مواسم العام، ومع زاوية نظر المراقب.

## الدقة عند الاقتراب من الأُفق
يمكن تعديل التأثيرات الجوية على عملية البث الضوئي وكأنما يتركّز الغلاف الجوي تقريبًا في الجزء السفلي عند أقل من 9 كم.
لم يُؤخَذْ انحناء الأرض بعين الاعتبار في التقريب الموجود أعلاه، ويكون هذا التقريب دقيق بشكل معقول لقيم Z حتى تصل إلى حوالي 75 درجة. وقد تم اقتراح عدد من التحسينات لتعديل سمك المسار نحو الأفق بشكلٍ أدق، مثل الذي اقترحه كاستن ويونغ (1989):
{\displaystyle AM={\frac {1}{cos(z)+0.50572\cdot (96.07995-z)^{-16364}}}=}

### المعيار A2
تم تقديم قائمة أكثر شمولاً من الحالة السابقة، لمختلف تعديلات الغلاف الجوي ومجموعات البيانات التجريبية. عند مستوى سطح البحر تكون كتلة الهواء نحو الأفق (Z= 90 درجة) حوالي 38.
إن تعديل الغلاف الجوي كقذيفة كروية بسيطة يجب أن تُوّفر تقريب معقول:

### المعيار A3
حيث نصف قطر الأرض {\displaystyle r_{E}} = 6371 km، والارتفاع الفعّال للغلاف الجوي {\displaystyle y_{atm}} ≈ 9 km، والنسبة بينهن {\displaystyle r=r_{E}/y_{atm}} ≈ 708 .
تتم مقارنة هذه التعديلات في الجدول في التالي:
| {\displaystyle z} | Flat Earth              | Kasten & Young | Spherical shell |
| degree            | A1                      | A2             | A3              |
| ----------------- | ----------------------- | -------------- | --------------- |
| 0°                | 1.0                     | 1.0            | 1.0             |
| 60°               | 2.0                     | 2.0            | 2.0             |
| 70°               | 2.9                     | 2.9            | 2.9             |
| 75°               | 3.9                     | 3.8            | 3.8             |
| 80°               | 5.8                     | 5.6            | 5.6             |
| 85°               | 11.5                    | 10.3           | 10.6            |
| 88°               | 28.7                    | 19.4           | 20.3            |
| 90°               | {\displaystyle \infty } | 37.9           | 37.6            |

## تقديرات لمعامل كتلة الهواء عند مستوى سطح البحر

### معيار AM0
يُشار إلى الطيف خارج الغلاف الجوي، والذي يقترب من الجسم الأسود 5800 ك، باسم "AM0"، وتَعني «عدم وجود أغلفة جويّة». يتم تمييز بشكل عام الخلايا الشمسية المستخدمة لتطبيقات الطاقة الفضائية، مثل تلك الموجودة على أقمار الاتصالات باستخدام AM0.

### معيار AM1
يُشار إلى الطيف بعد عبوره الغلاف الجوي إلى مستوى سطح البحر مع وجود الشمس فوقه مباشرةً، بحكم التعريف، باسم "AM1". وهذا يعني «غلاف جوي واحد». AM1 (ض = 0 °) إلى AM1.1 (ض = 25 درجة) هو مجال جيّد لتقدير أداء الخلايا الشمسية في المناطق الاستوائية والمدارية.

### معيار AM1.5
لا تعمل الألواح الشمسية عادةً تحت سمك غلاف جوي واحد مباشرةً: إذا كانت الشمس في زاوية لسطح الأرض فأن السمك الفعّال سيكون أكبر. تقع العديد من المراكز السكانية الرئيسية في العالم، وبالتالي منشآت الطاقة الشمسية وصناعتها، في جميع أنحاء أوروبا، الصين، اليابان، الولايات المتحدة الأمريكية وأماكن أخرى (بما في ذلك الهند الشماليّة وأفريقيا الجنوبيّة وأستراليا) في مناطق معتدلة. لذا فإن رقم AM الذي يمثل الطيف في منتصف النطاقات هو الأكثرُ شيوعًا.

"AM1.5"، ويقابل سماكة الغلاف الجوي 1.5، زاوية الذروة للشمس والتي يكون مقدراها Z= 48.2 درجة. في حين أن رقم AM في الصيف عند منتصف النطاقات خلال الأجزاء الوسطى من اليوم هو أقل من 1.5، تتحقق أرقام أعلى في الصباح والمساء وخلال أوقات أُخرى من السنة. لذاك فإن AM1.5 مفيدة في تمثيل المتوسط السنوي الشامل لأنصاف النطاقات. وقد تم اختيار القيمة 1.5 المحددة في السبعينات بهدف توحيد المعايير، استنادًا إلى تحليل بيانات الإشعاعات الشمسية في حدود المشتركة للولايات المتحدة. ومنذ ذلك الحين، فأن صناعة الطاقة الشمسية تستخدم AM1.5 لجميع اختبارات المعيار أو لتصنيف خلايا أو وحدات الطاقة الشمسية الأرضية، وتتضمن تلك المستخدمة في أنظمة التركيز. إنّ أحدث معايير AM1.5 المتعلقة بالتطبيقات الضوئية هي [ASTM G-173 [10][11 وIEC 60904، وكلها مستمدة من عمليات المحاكاة التي تم الحصول عليها باستخدام رمز SMARTS

### من AM2 إلى AM3
AM2 (Z = 60 درجة) إلى AM3 (Z = 70 درجة) هو مجال مفيد لتقدير متوسط الأداء الكلي للخلايا الشمسية المثبتة على مناطق مرتفعة مثل الارتفعات الموجودة في شمال أوروبا. وبالمثل فإن المجال من AM2 إلى AM3 مفيد لتقدير أداء فصل الشتاء في المناطق المعتدلة، على سبيل المثال، معامل كتلة الهواء أكبر من 2 في كل ساعات النهار في فصل الشتاء عند نطاقات مساوية أو أقل من 37 درجة.

### معيار AM38
يٌعتبر AM38 بشكل عام كتلة هوائية بالاتجاه الأفقي (ض = 90 درجة) عند مستوى سطح البحر</ref>
إن تعديل الغلاف الجوي كقذيفة كروية بسيطة يجب أن تُوّفر تقريب معقول:
. ومع ذلك، من الناحية العملية هناك درجة عالية من التباين في كثافة الطاقة الشمسية الملتقطة عند زوايا قريبة من الأفق كما هو موضح في القسم التالي كثافة الطاقة الشمسية.
على ارتفاعات أعلى
الكتلة الهوائية النسبية ليست سوى اقتران لزاوية ذروة الشمس، وبالتالي لا تتغير مع الارتفاع المحلي. على العكس، فأن الكتلة الهوائية المطلقة، التي تُعادل الكتلة الهوائية النسبية مضروبة في الضغط الجوي المحلي ومقسومة على الضغط المعياري (مستوى سطح البحر)، تتناقص مع الارتفاع فوق مستوى سطح البحر. من الممكن للألواح الشمسية المثبتة على ارتفاعات عالية، على سبيل المثال في منطقة ألتيبلانو، استخدام أرقام AM مطلقة أقل لأجل النطاق المطابق عند مستوى سطح البحر: أرقام AM أقل من 1 نحو خط الاستواء، وفي المقابل تكون الأرقام أقل من المذكور لنطاقات الأُخرى. ومع ذلك، فإن هذه الطريقة تقريبيّة ولا يُنصح باستخدامها. فمن الأفضل محاكاة الطيف الفعلي على أساس الكتلة الهوائية النسبية (على سبيل المثال، 1.5) والظروف الجوية الفعلية لارتفاع معين للموقع الذي يتم مراقبته.

## كثافة الطاقة الشمسية
يقلّ كثافة الطاقة الشمسية عند الجامع مع زيادة معامل كلتة الهواء، ولكن بسبب تدخل العوامل الجوية المعقّدة والمتغيرة، ولا تكون هذه العلاقة بطريقة بسيطة أو خطية. على سبيل المثال، يتم إزالة تقريبًا كل الإشعاعات العالية في الغلاف العلوي للجو (بين AM0 وAM1) وبذلك فأن AM2 ليس بضعف سوء AM1. وإضافةً إلى ذلك، هنالك تباين كبير في العديد من العوامل التي تُساهم في إضعاف الغلاف الجوي، مثل بخار الماء، الهباء الجوي، الدخان الكيميائي الضوئي وتأثير ظاهرة انقلاب درجة الحرارة. اعتمادًا على مستوى التلوث في الهواء، يمكن أن يتغير الإضعاف الكلي بنسبة تصل إلى 70٪± نحو الأفق، مما يؤثر على الأداء بشكل كبير وبخاصة نحو الأفق حيث يتم تضخيم الآثار المترتبة على الطبقات السفلى من الغلاف الجوي إلى أضعاف كثيرة.
ويمكن إعطاء مثال على نموذج تقريبي لكثافة الطاقة الشمسية مقابل كتلة الهواء من خلال:.
{\displaystyle I=1.1\cdot I_{o}\cdot 0.7^{AM^{0.678}}}
حيث تم اشتقاق كل من كثافة الطاقة الشمسية الخارجية إلى الغلاف الجوي للأرض {\displaystyle I_{o}} = 1.353 kW/m2 وعامل 1.1 بالافتراض أن العنصر المنتشر يمثل 10٪ من العنصر المباشر. [13] تتناسب هذه الصيغة بشكلٍ جيّد مع المجال المتوسط للتباين المتوقع القائم على التلوث:
وهذا يوضح أن القوة الكبيرة تكون متوفرة فقط عند بضع درجات فوق الأفق.
عند ارتفاعات أعلى
هناك نموذج تقريبي لزيادة الكثافة مع الارتفاع ويكون دقيق لبضعة كيلومترات فوق مستوى سطح البحر: [19]

| {\displaystyle I=1.1\times I_{\mathrm {o} }\times [(1-h/7.1)0.7^{(AM)^{0.678})}+h/7.1]\,} | \| \| \| \| \| \| \| \| | (I.2) |
|                                                                                           |                         |       |
|                                                                                           |                         |       |
حيث h هو ارتفاع جامع الطاقة الشمسية فوق مستوى سطح البحر بالكيلومترات وAM هي كتلة الهواء (من A.2) كما لو تم تثبيت الجامع عند مستوى سطح البحر.
هناك خيار آخر، بالنظر إلى المتغيرات العملية الهامة المعنية، يمكن تطبيق النموذج الكروي المتجانس لتقدير AM، وذلك باستخدام:

| {\displaystyle AM={\sqrt {(r+c)^{2}\cos ^{2}z+(2r+1+c)(1-c)}}\;-\;(r+c)\cos z\,} | \| \| \| \| \| \| \| \| | (A.4) |
|                                                                                  |                         |       |
|                                                                                  |                         |       |
حيث المرتفعات الطبيعية لغلاف الجوي وللجامع على التوالي {\displaystyle r=r_{E}/y_{atm}} ≈ 708 (كما في الأعلى) {\displaystyle c=h/y_{atm}} .
ومن ثم يمكن استخدام الجدول أعلاه أو المعادلة المناسبة (I.1 أو I.3 أو I.4 للتلوث المتوسط أو الهواء النظيف على التوالي) لتقدير الكثافة من AM بالطريقة العادية.
هذه التقريبات في I.2 وA.4 هي مناسبة للاستخدام فقط عند ارتفاعات على بُعد بضعة كيلومترات فوق مستوى سطح البحر، مما يعني إنهم يقللون مستويات الأداء إلى AM0 عند حوالي فقط 6 و 9 كم على التوالي. على النقيض من ذلك فإن الكثير من الإضعاف لمكونات الطاقة العالية يحدث في طبقة الأوزون - عند ارتفاعات أعلى حوالي 30 كم  ومن ثم فإن هذه التقريبات هي مناسبة فقط لتقدير أداء الجوامع الأرضية.

## كفاءة الخلايا الشمسية
خلايا السليكون الشمسية ليست حساسة جدًا لفقدانها أجزاء من الطيف في الغلاف الجوي. يتقارب الطيف الناتج على سطح الأرض بشكلٍ أكثر في فرق الطاقة لمادة السيليكون. لذلك خلايا السليكون الشمسية هي أكثر فعالية في AM1 من AM0. هذه النتيجة والتي تبدو غير بديهية تنشأ ببساطة لأن خلايا السليكون لا يمكنها الاستفادة كثيرًا من الطاقة الإشعاعية العالية والذي يقوم الغلاف الجوي بتصفيته. كما هو موضح في الأسفل، على الرغم من أن الكفاءة أقل في AM0، فأن مجموع إنتاج الطاقة (الطاقة الخارجة) للخلية الشمسية التقليدية لا تزال أعلى عند مستوى AM0. على العكس من ذلك، لا يتغير شكل الطيف بشكل كبير مع زيادات أخرى في سمك الغلاف الجوي، وبالتالي فأن كفاءة الخلية لا تتغير كثيرًا لأرقام AM أكبر من 1.

## اقرأ أيضا
- محاكاة الشمس